# Мушина
Мушина (пол. Muszyna, укр. Мушина)  —  город  в Польше, входит в Малопольское воеводство,  Новосонченский повят.  
Город входит в состав городско-сельской гмины Мушина и исполняет функцию её административного центра. 
Занимает площадь 23,96 км². 
Население — 5069 человек (на 2013 год).

## История
Первое упоминание о деревне, находящейся в этом месте, на торговой пути к Венгрии, с 1209 года. В 1356 году польский король Казимир III издал рескрипт об основании города на территории этой деревни. После первого раздела с 1772 года город в Габсбургской империи (в Королевстве Галиции и Лодомерии). 

## Фотографии

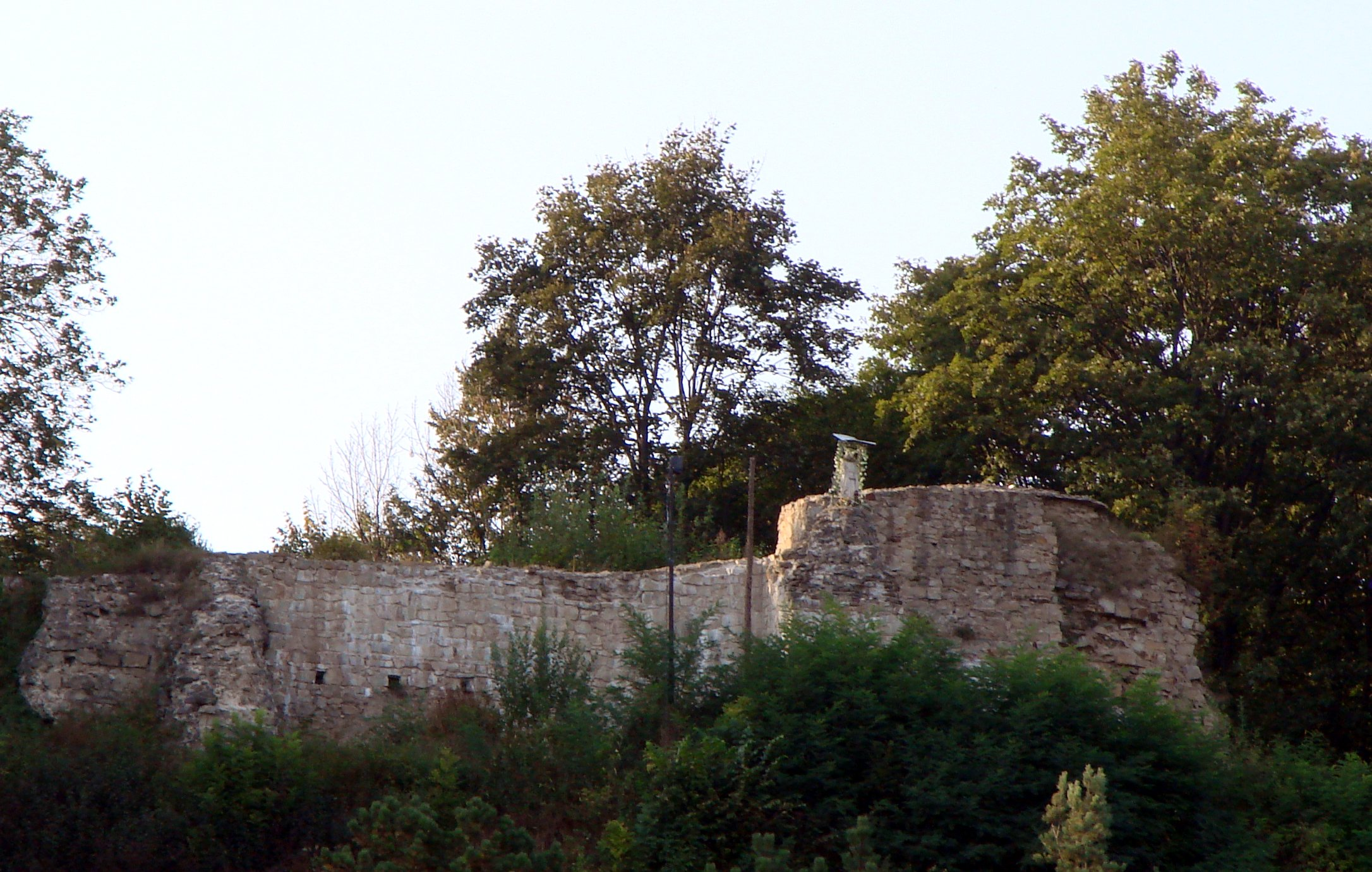
Руины замка
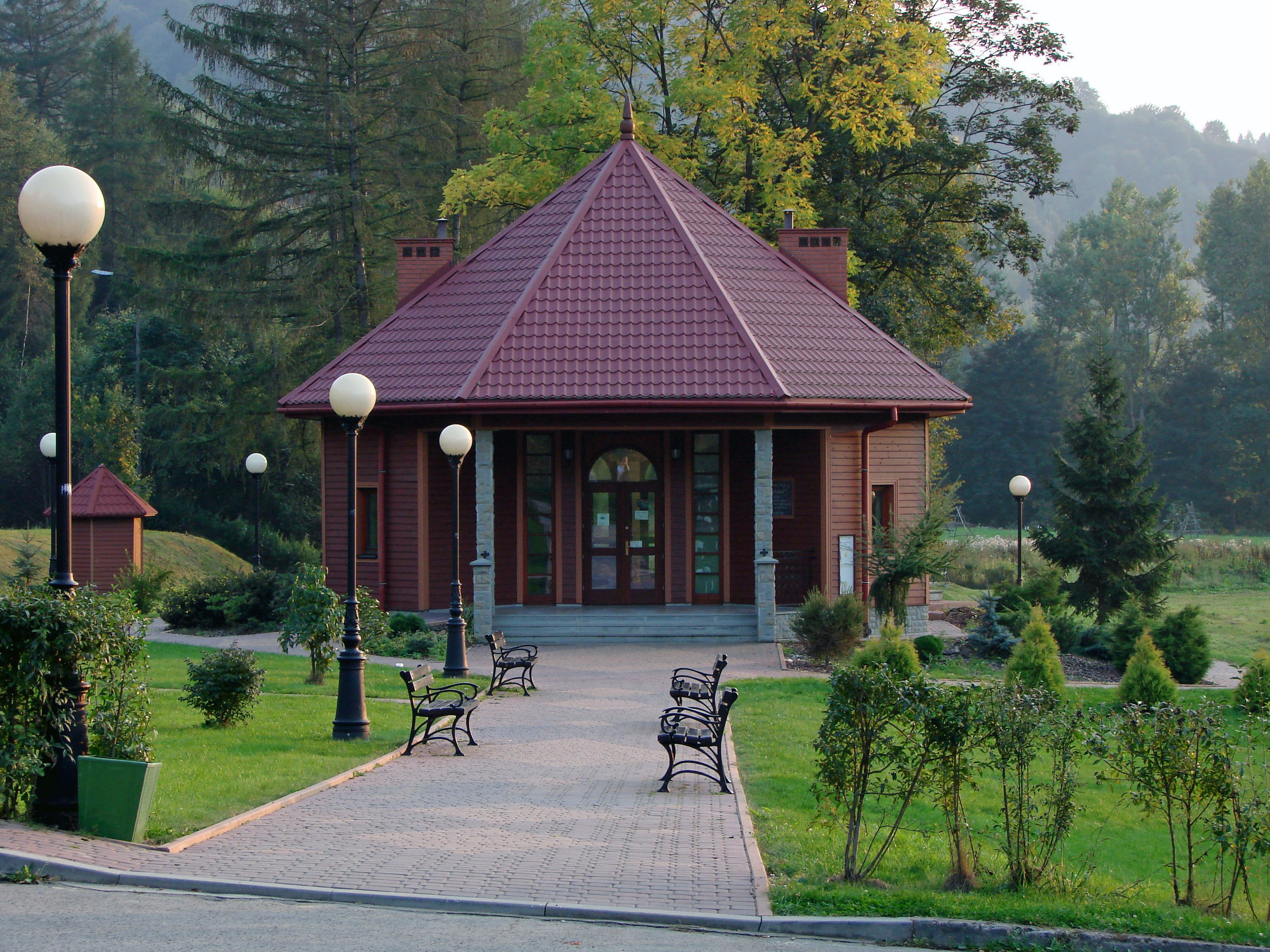
Павильон минеральных вод
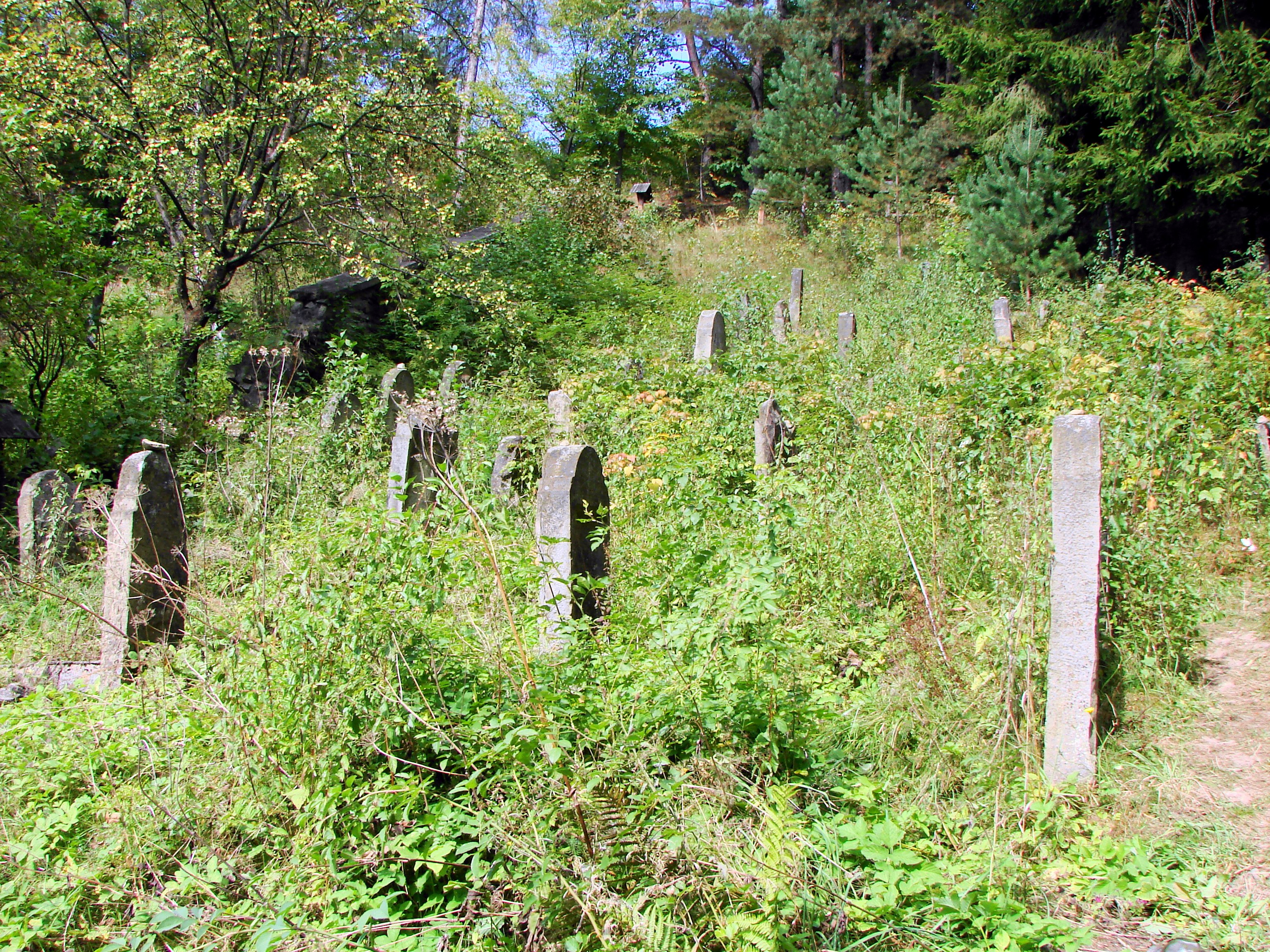
Еврейское кладбище